# زیردریایی کازابیانکا (کیو۱۸۳)
زیردریایی کازابیانکا (کیو۱۸۳) (به انگلیسی: French submarine Casabianca (Q183)) یک زیردریایی بود که طول آن ۹۲٫۳۰ متر (۳۰۲٫۸ فوت) بود. این زیردریایی  در سال ۱۹۳۵ ساخته شد.